# Ефектът на Зироу
„Ефектът на Зироу“ (на английски: Zero Effect) е американски игрален филм (комедия, трилър) от 1998 година на, по сценарий и режисура – Джейк Каздан. Музиката е композирана от Грейбой Алистърс. Оператор е Бил Поуп. Във филма участват Бил Пулман, Бен Стилър, Ким Дикенс, Анджела Федърстоун, Райън О'Нийл и др.